# علاقة طردية
في الرياضيات، العلاقة الطردية هي العلاقة بين متغيرين التي ترمز كلما زاد أحدهما بمقدار معين يزيد الآخر بزيادة تتناسب مع زيادة الأول والعكس صحيح وسميت بهذا الاسم لانها ترمز إلى المطاردة بين اثنين. عكس العلاقة الطردية هو العلاقة العكسية، بحيث ينقص أحد المتغيرين بزيادة الآخر.

## ترميز رياضي
يرمز للعلاقة الطردية بشكل بسيط بالمعادلة y=ax بحيث y، x هما المتغيران، و a عدد حقيقي موجب يعبر عن العلاقة الطردية النسبية بين المتحولين. مثلاً a=2 يزداد المقدار y بضعف زيادة المقدار x.

## أمثلة على العلاقات الطردية من الحياة العملية
- كلما زادت الخبرة زاد الراتب.
- كلما زاد عدد الطلاب زاد عدد الفصول.
- كلما زادت قرائتك زادت ثقافتك.